# Курячьев, Вячеслав Павлович
Вячеслав Павлович Курячьев (14 января 1913 год, хутор Ключище, Хвощевская волость, Горбатовский уезд, Нижегородская губерния — 8 августа 1963 год, Горький) — советский конструктор вооружений, дважды лауреат Сталинской премии.

## Биография
Родился 14 января 1913 года на хуторе Ключище Хвощевской волости Горбатовского уезда (в настоящее время — теперь деревня Ключищи,  Богородский район Нижегородской области) в семье лесничего в имении графа Шереметева.
С 1920 года жил с семьёй в Арзамасе.
В 1929 г. окончил девятилетку с электротехническим уклоном. Работал в районном отделе связи монтером телефонной станции. В 1930—1932 гг. техник, затем старший техник радиоузла.
В 1932 г. поступил на вечерние курсы радиоинженеров при ЦВИРЛ и был принят на работу в этот институт техником-лаборантом в лабораторию по разработке радиоизмерительных приборов В. Г. Дубенецкого.
Осенью 1934 г. поступил на второй курс Ленинградского злектротехнического института (ЛЭТИ) им. Ульянова-Ленина. В 1936—1939 доучивался на спецфаке Горьковского индустриального института, защитив дипломный проект с отличием.
С 1936 г. работал в НИИ-11 (бывший ЦВИРЛ), где в то время началось серийное производство радиоизмерительных приборов.
С сентября 1940 до мая 1941 г. в составе группы лучших радиотехников на стажировке в США, на фирме RCA (производство радиоизмерительной аппаратуры).
Во время войны работал в Горьком на заводе № 326 им. М. В. Фрунзе: начальник выпускной (регулировочной) лаборатории, в 1943—1944 гг. технический руководитель выпускного цеха № 2 по изготовлению радиостанции 12 РП.
С мая по август 1945 г. в звании майора в командировке в Берлине на эвакуации немецких РЛС.
- 1946 приказом по заводу № 326 им. М. В. Фрунзе назначен руководителем лаборатории № 3 Отдела главного конструктора;
- 05.02.1948 г. назначен главным конструктором от ЦКБ-326 по разработке измерительной аппаратуры для обеспечения производства и эксплуатации радиолокационных станций (тема «Дейтон»). В 1949 г. комплекс «Дейтон» передан в серийное производство.
- 02.09.1952 назначен и. о. начальника отдела № 20 с оставлением обязанностей начальника лаборатории № 10.
- июль 1956 на базе отдела № 20 НИИ-11 создано Специальное конструкторское бюро № 326 в составе завода № 326 (з-д им. М. В. Фрунзе). В. П. Курячьев занял в нём должность главного инженера СКБ и главного конструктора разработок.
- В конце 1950-х гг. освобождён от должности главного инженера СКБ-326 и назначен руководителем отдела № 4 СКБ (разработка радиоизмерительной аппаратуры).

Участник атомного проекта: в конце 1950-х годов под его руководством был разработан и передан в серийное производство РД «Ласточка» для первой тактической ракеты с ядерным зарядом «Луна».
Трагически погиб 8 августа 1963 года. Похоронен в Марьиной роще.
Лауреат Сталинской премии (1955, совместно с М. А. Олигером). Награждён орденом Ленина (1955).